# Alcochete
Alcochete é uma vila portuguesa sede do Município de Alcochete que pertence ao Distrito de Setúbal, por sua vez englobado na Área Metropolitana de Lisboa, município que tem uma população de 19 145 habitantes (2021), e 128,36 km² de área, estando subdividido em 3 freguesias.
O município é limitado a norte pelo município de Benavente, a este e sudeste por Palmela, a sudoeste pela área principal do município do Montijo e a noroeste pelo estuário do Tejo, situando-se na antiga província da Estremadura.
Alcochete é sede da Reserva Natural do Estuário do Tejo, possuindo numerosas salinas onde nidificam diversas espécies de aves aquáticas.
Apesar do nome, o Campo de Tiro de Alcochete localiza-se no município de Benavente, perto do Porto Alto e de Samora Correia.
O rei D. Manuel I nasceu em Alcochete em 1469.

## História
Acredita-se que Alcochete terá origem Árabe, principalmente devido a dois factos: A origem do nome Al caxete que poderá significar o forno e pela localização da Igreja Matriz, edificada no século XIV e que, segundo a tradição da época, foi construída sobre um templo árabe.
No entanto a primeira ocupação humana documentada refere-se à presença romana, através de achados de um centro de olaria onde eram fabricadas ânforas e outros artefactos para acondicionamento e transporte de alimentos. À ocupação romana, sucedeu a ocupação árabe, sendo o topónimo o legado mais visível, desenvolvendo estes na região a agricultura: sistemas de rega por canais e citrinos.
Com a reconquista cristã, Alcochete foi integrada no termo da Ordem de Santiago, sendo destes tempos o desenvolvimento da actividade da extracção do sal, exportado para o sul da América por via marítima.

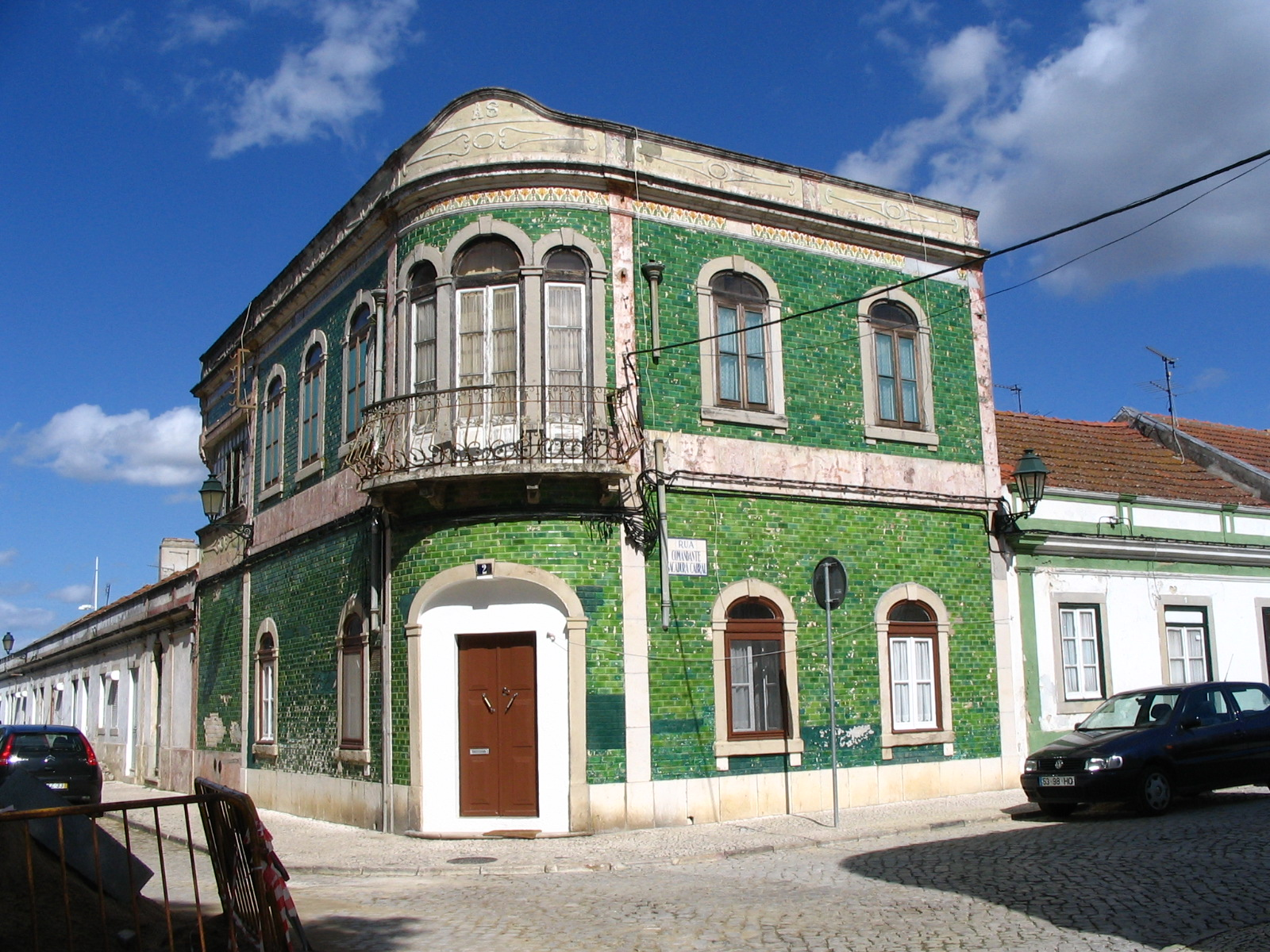
Casa coberta com azulejos verdes em Alcochete, um exemplo típico de arquitectura local.

As constantes pestes (peste negra, v.g.) na capital do reino, levaram a realeza e a nobreza dos séculos XIV e XV a instalarem-se em Alcochete, nomeadamente o Rei D. João I (finais do século XIV) e o Infante D. Fernando, duque de Beja, (meados do século XV), tendo na vila de Alcochete nascido em 1469 o Infante D. Manuel, posteriormente rei.
A 17 de Janeiro de 1515, Alcochete recebe foral concedido pelo rei D. Manuel I, num diploma conjunto que renova o foral de Aldeia Gallega do Ribatejo (de 1514) e confirma a categoria de Vila que Alcochete havia adquirido ao longo do século XV.
São deste período de esplendor as obras de reconstrução da Igreja Matriz, as pinturas sacras da Capela de Nossa Senhora da Vida e da Igreja da Misericórdia.
Nos séculos XVI a XIX, desenvolve-se no concelho a agricultura, a criação de gado, nomeadamente o gado bravo, instalam-se na vila os Rattons (Jácome Ratton) e atinge grande desenvolvimento a extracção do sal e os transportes marítimos entre as margens do Tejo.

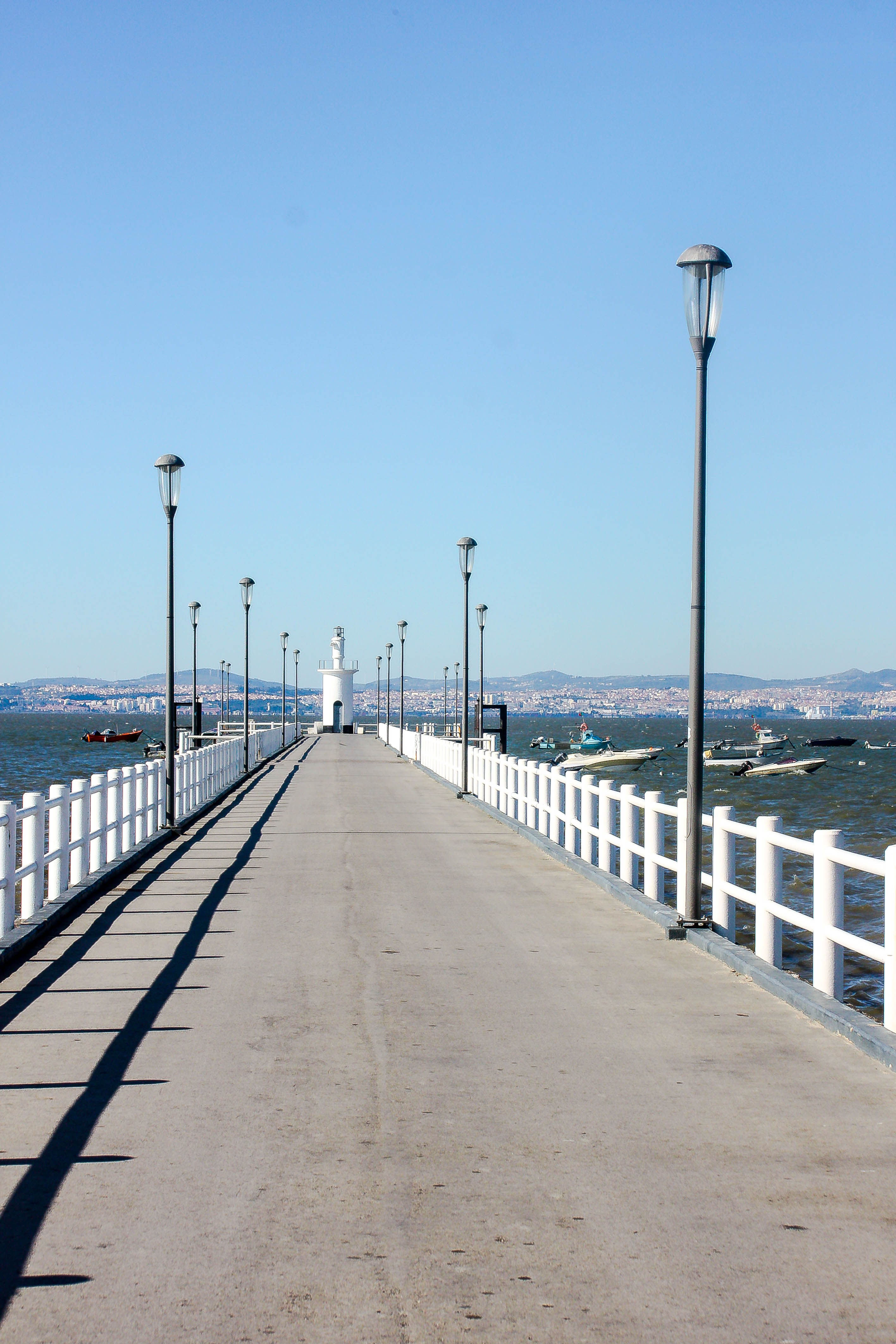
Ponte cais de Alcochete, reconstruída em 2006.

Politicamente, as modas do último quartel do século XIX, com exacerbados movimentos municipalistas centralistas e descentralistas, levaram à perda da autonomia municipal de Alcochete a favor do município da Aldeia Galega (hoje Montijo) e em 15 de Janeiro de 1898 à restauração dessa mesma autonomia municipal.
A história de Alcochete no século XX é de heroísmo humano, de resistência ao regime (o Estado Novo), de greves, de prisões, mas também de estagnação e quase apagamento, mesmo que a partir dos anos 60 se tenham instalado em Alcochete algumas indústrias (papel de alumínio, pneus e embalagens metálicas). Os transportes ferroviários, rodoviários e a ponte sobre o Tejo (Ponte 25 de Abril actualmente) acabaram com a actividade dos transportes marítimos; o sal-gema substituiu o sal marinho; a poluição do Rio Tejo acabou com a abundância de espécies piscícolas.
A Ponte Vasco da Gama, a explosão urbanística e demográfica que lhe sucederam, assim como o complexo desportivo do Sporting Clube de Portugal e o centro comercial Freeport, lançaram Alcochete mais uma vez para a ribalta dos acontecimentos e da história.

## Evolução da população do município
| Número de habitantes *                   | Número de habitantes * | Número de habitantes * | Número de habitantes * | Número de habitantes * | Número de habitantes * | Número de habitantes * | Número de habitantes * | Número de habitantes * | Número de habitantes * | Número de habitantes * | Número de habitantes * | Número de habitantes * | Número de habitantes * | Número de habitantes * | Número de habitantes * |
| ---------------------------------------- | ---------------------- | ---------------------- | ---------------------- | ---------------------- | ---------------------- | ---------------------- | ---------------------- | ---------------------- | ---------------------- | ---------------------- | ---------------------- | ---------------------- | ---------------------- | ---------------------- | ---------------------- |
| 1864                                     | 1878                   | 1890                   | 1900                   | 1911                   | 1920                   | 1930                   | 1940                   | 1950                   | 1960                   | 1970                   | 1981                   | 1991                   | 2001                   | 2011                   | 2021                   |
| 4 286                                    | 4 517                  | 4 997                  | 6 088                  | 6 502                  | 6 175                  | 6 656                  | 6 658                  | 7 864                  | 9 270                  | 10 410                 | 11 246                 | 10 169                 | 13 010                 | 17 569                 | 19 143                 |
| Número de habitantes por grupo etário ** |                        |                        |                        |                        |                        |                        |                        |                        |                        |                        |                        |                        |                        |                        |                        |
|                                          |                        |                        | 1900                   | 1911                   | 1920                   | 1930                   | 1940                   | 1950                   | 1960                   | 1970                   | 1981                   | 1991                   | 2001                   | 2011                   | 2021                   |
| 0-14 Anos                                | 0-14 Anos              | 0-14 Anos              | 2 116                  | 2 188                  | 2 126                  | 1 929                  | 1 917                  | 2 259                  | 2 385                  | 2 855                  | 2 699                  | 1 758                  | 2 115                  | 3 332                  | 3 132                  |
| 15-24 Anos                               | 15-24 Anos             | 15-24 Anos             | 1 241                  | 1 299                  | 1 229                  | 1 362                  | 1 161                  | 1 603                  | 1 535                  | 1 420                  | 1 667                  | 1 669                  | 1 596                  | 1 736                  | 2 269                  |
| 25-64 Anos                               | 25-64 Anos             | 25-64 Anos             | 2 686                  | 2 528                  | 2 855                  | 2 996                  | 3 097                  | 3 750                  | 4 589                  | 5 325                  | 5 682                  | 5 284                  | 7 299                  | 9 963                  | 10 335                 |
| = ou > 65 Anos                           | = ou > 65 Anos         | = ou > 65 Anos         | 240                    | 287                    | 323                    | 365                    | 453                    | 580                    | 761                    | 810                    | 1 198                  | 1 458                  | 2 000                  | 2 538                  | 3 407                  |

- Número de habitantes "residentes", ou seja, que tinham a residência oficial neste município à data em que os censos  se realizaram.

- - De 1900 a 1950 os dados referem-se à população "de facto", ou seja, que estava presente no município à data em que os censos se realizaram. Daí que se registem algumas diferenças relativamente à designada população residente

## Freguesias

Freguesias do município de Alcochete.

O município de Alcochete está dividido em 3 freguesias:
- Alcochete (sede);
- Samouco (vila);
- São Francisco.

## Património

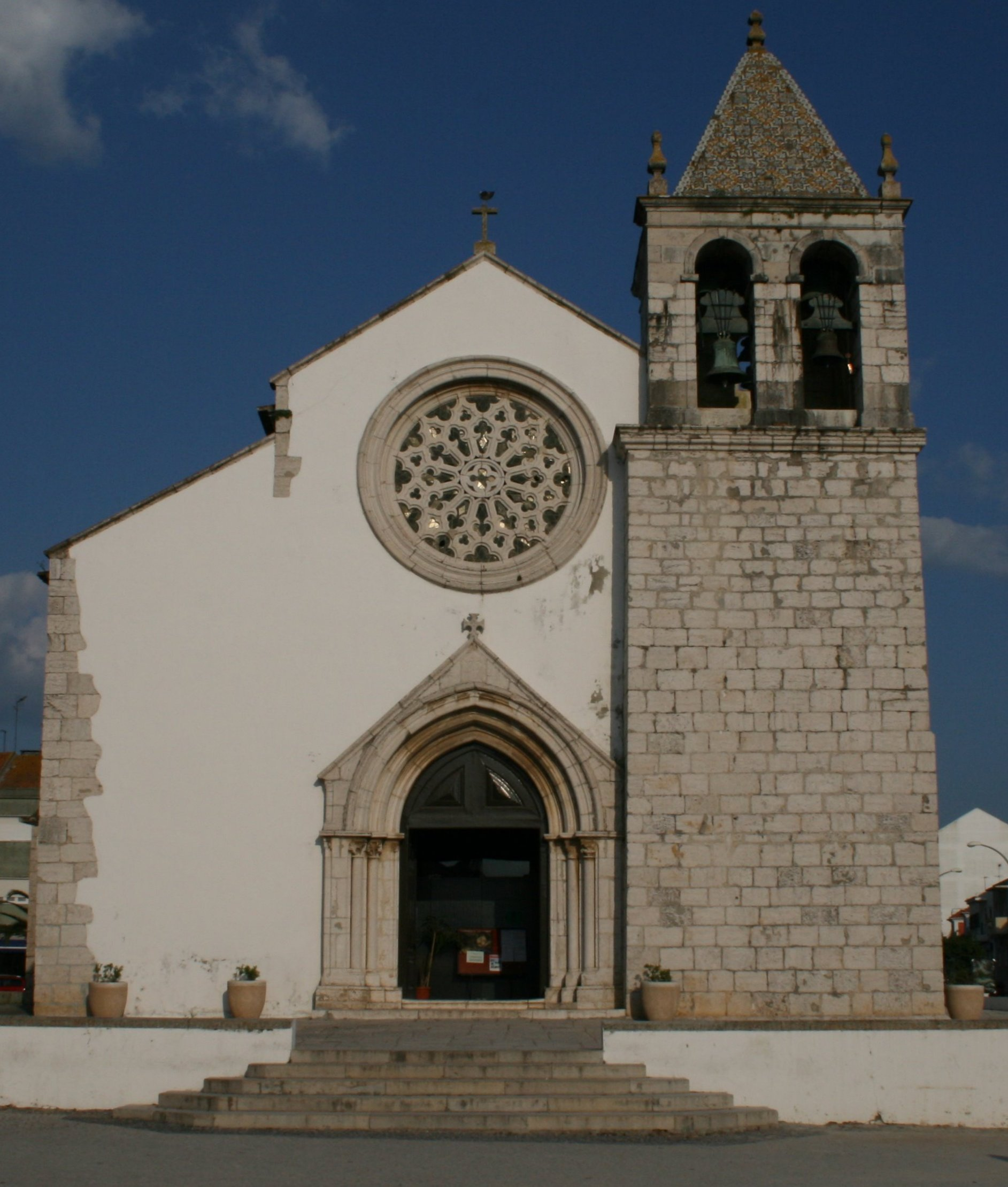
Igreja matriz de Alcochete

- Igreja de São João Batista (Alcochete), igreja matriz, uma construção marcadamente em estilo gótico, com três naves, sendo que a torre sineira e a porta lateral sul são de estilo manuelino.
- Igreja da Misericórdia, interior de uma só nave, profusamente decorada.
- Capela de Nossa Senhora da Vida, interior também de uma só nave, albergando no seu interior a imagem de Nossa Senhora da Vida, de grande devoção entre as classes piscatórias.
- Ermida de Nossa Senhora dos Matos, próximo do Samouco.
- Capela de Santo António da Ussa, estranha capelinha na Herdade da Barroca d’Alva, que imita um zigurate.
- Ruínas do Convento de São Francisco, nesta freguesia.
- A Ponte Cais, é o ex-líbris da vila de Alcochete.
- O Edifício dos Paços do Concelho, edifício a imitar o estilo neoclássico, de linhas sóbrias, no Largo de São João.
- Edifício do Lar Barão de Samora Correia, no Rossio ou Largo com o mesmo nome.
- Palacete do Marquês de Soydos, no Largo com o mesmo nome.

## Festas
A principal festa de Alcochete é a Festa do Barrete Verde e das Salinas, que decorre  no segundo fim-de-semana de Agosto e tem a duração de sete dias. 
Na Páscoa realiza-se a Festa do Círio dos Marítimos, com início no Sábado de Aleluia e prolongando-se por mais três dias, até Terça-feira.

## Política

### Eleições autárquicas[9]
| Data | %     | V     | %            | V            | %      | V      | %          | V          | %              | V       | %              | V      | %              | V  | %              | V      | %       | V       | %  | V  | Participação |                |
| Data | PS    | PS    | FEPU/APU/CDU | FEPU/APU/CDU | GDUP   | GDUP   | PCTP/ MRPP | PCTP/ MRPP | PPD/PSD        | PPD/PSD | UDP/BE         | UDP/BE | AD             | AD | CDS-PP         | CDS-PP | PSD-CDS | PSD-CDS | CH | CH | Participação |                |
| ---- | ----- | ----- | ------------ | ------------ | ------ | ------ | ---------- | ---------- | -------------- | ------- | -------------- | ------ | -------------- | -- | -------------- | ------ | ------- | ------- | -- | -- | ------------ | -------------- |
| Data | 1976  | 45,85 | 3            | 43,51        | 2      | 5,48   | -          | 1,81       | -              |         |                |        |                |    |                |        |         |         |    |    |              | 69,53 / 100,00 |
| 1979 | 25,29 | 1     | 54,73        | 4            |        |        | 1,79       | -          | 12,99          | -       | 3,34           | -      | 76,61 / 100,00 |    |                |        |         |         |    |    |              |                |
| 1982 | 34,97 | 2     | 49,70        | 3            | 2,43   | -      | AD         | AD         | 2,13           | -       | 8,30           | -      | AD             | AD | 76,20 / 100,00 |        |         |         |    |    |              |                |
| 1985 | 36,75 | 2     | 57,89        | 3            |        |        |            |            | 2,51           | -       |                |        |                |    | 68,50 / 100,00 |        |         |         |    |    |              |                |
| 1989 | 35,88 | 2     | 47,47        | 3            | 13,77  | -      |            |            | 67,49 / 100,00 |         |                |        |                |    |                |        |         |         |    |    |              |                |
| 1993 | 35,10 | 2     | 48,91        | 3            | 10,63  | -      | 2,15       | -          | 68,36 / 100,00 |         |                |        |                |    |                |        |         |         |    |    |              |                |
| 1997 | 38,69 | 2     | 50,42        | 3            | 6,61   | -      | 1,44       | -          | 61,36 / 100,00 |         |                |        |                |    |                |        |         |         |    |    |              |                |
| 2001 | 47,34 | 4     | 37,35        | 3            | CDS-PP | CDS-PP | 1,60       | -          | PPD/PSD        | PPD/PSD | 10,15          | -      | 62,23 / 100,00 |    |                |        |         |         |    |    |              |                |
| 2005 | 34,69 | 3     | 46,25        | 4            | 10,46  | -      | 2,46       | -          | 2,11           | -       |                |        | 61,27 / 100,00 |    |                |        |         |         |    |    |              |                |
| 2009 | 30,76 | 2     | 52,42        | 5            | 9,35   | -      | 2,33       | -          | 1,94           | -       | 60,10 / 100,00 |        |                |    |                |        |         |         |    |    |              |                |
| 2013 | 16,79 | 1     | 53,45        | 5            | 8,02   | -      |            |            | 13,61          | 1       | 51,78 / 100,00 |        |                |    |                |        |         |         |    |    |              |                |
| 2017 | 34,41 | 3     | 32,12        | 2            | 1,18   | -      | CDS-PP     | CDS-PP     | PPD/PSD        | PPD/PSD | 23,65          | 2      | 56,76 / 100,00 |    |                |        |         |         |    |    |              |                |
| 2021 | 52,95 | 5     | 22,19        | 2            |        |        | 9,60       | -          | 6,74           | -       |                |        | 5,24           | -  | 58,55 / 100,00 |        |         |         |    |    |              |                |

### Eleições legislativas
| Data | %     | %     | %     | %     | %     | %        | %     | %     | %    | %     | %    | %   | %       | % | %  | %  |
| Data | PCP   | PS    | PSD   | CDS   | UDP   | APU/ CDU | AD    | FRS   | PRD  | PSN   | BE   | PAN | PSD CDS | L | CH | IL |
| ---- | ----- | ----- | ----- | ----- | ----- | -------- | ----- | ----- | ---- | ----- | ---- | --- | ------- | - | -- | -- |
| 1976 | 45,47 | 31,61 | 6,74  | 2,93  | 2,07  |          |       |       |      |       |      |     |         |   |    |    |
| 1979 | APU   | 23,88 | AD    | AD    | 4,30  | 48,23    | 18,63 |       |      |       |      |     |         |   |    |    |
| 1980 | APU   | FRS   | AD    | AD    | 2,82  | 44,73    | 19,70 | 27,15 |      |       |      |     |         |   |    |    |
| 1983 | APU   | 34,28 | 9,95  | 3,20  | 1,88  | 46,61    |       |       |      |       |      |     |         |   |    |    |
| 1985 | APU   | 18,80 | 12,61 | 2,86  | 1,92  | 38,81    | 21,03 |       |      |       |      |     |         |   |    |    |
| 1987 | CDU   | 20,41 | 27,92 | 1,54  | 1,77  | 33,64    | 10,08 |       |      |       |      |     |         |   |    |    |
| 1991 | CDU   | 30,40 | 31,37 | 2,11  |       | 27,25    | 0,81  | 1,77  |      |       |      |     |         |   |    |    |
| 1995 | CDU   | 47,62 | 16,23 | 5,61  | 1,17  | 24,63    |       | 0,15  |      |       |      |     |         |   |    |    |
| 1999 | CDU   | 47,62 | 15,19 | 5,07  |       | 25,60    | 0,20  | 2,43  |      |       |      |     |         |   |    |    |
| 2002 | CDU   | 43,14 | 24,33 | 6,64  | 19,01 |          | 3,38  |       |      |       |      |     |         |   |    |    |
| 2005 | CDU   | 45,25 | 16,10 | 4,22  | 20,29 | 8,84     |       |       |      |       |      |     |         |   |    |    |
| 2009 | CDU   | 34,66 | 17,09 | 9,29  | 19,49 | 12,74    |       |       |      |       |      |     |         |   |    |    |
| 2011 | CDU   | 23,84 | 28,03 | 13,81 | 18,34 | 6,43     | 1,29  |       |      |       |      |     |         |   |    |    |
| 2015 | CDU   | 33,06 | CDS   | PSD   | 17,25 | 12,42    | 1,64  | 26,67 | 1,16 |       |      |     |         |   |    |    |
| 2019 | CDU   | 37,21 | 17,59 | 4,80  | 13,53 | 10,16    | 3,97  |       | 1,32 | 2,14  | 1,64 |     |         |   |    |    |
| 2022 | CDU   | 40,30 | 21,70 | 1,83  | 8,37  | 4,64     | 1,79  | 1,63  | 9,67 | 6,82  |      |     |         |   |    |    |
| 2024 | CDU   | 26,79 | AD    | AD    | 5,94  | 22,53    | 5,13  | 2,18  | 4,75 | 20,35 | 7,37 |     |         |   |    |    |

## Personalidades alcochetanas
- Biografias de alcochetanos notórios

## Geminações
A vila de Alcochete é geminado com a seguinte cidade:
- Wando, Jeolla do Sul, Coreia do Sul